# Canton de Feurs
Le canton de Feurs est une circonscription électorale française située dans le département de la Loire et la région Auvergne-Rhône-Alpes.

## Géographie
Ce canton est organisé autour de Feurs dans l'arrondissement de Montbrison. Son altitude varie de 315 m (Nervieux) à 885 m (Grammond).

## Histoire
Par décret du 26 février 2014, le nombre de cantons du département est divisé par deux, avec mise en application aux élections départementales de mars 2015. Le canton de Feurs est conservé et s'agrandit. Il passe de 23 à 33 communes.

## Représentation

### Conseillers d'arrondissement (de 1833 à 1940)
| Période                                  | Période      | Identité                     | Étiquette          | Qualité |
| ---------------------------------------- | ------------ | ---------------------------- | ------------------ | --- |
| 1833                                     | 1848         | Antoine Tixier (1797-1863)   |                    | Maire de Pouilly-lès-Feurs                                                                                  |
|                                          |              |                              |                    | |
| 1861                                     | 1867         | M. Moretton                  |                    | |
| 1867                                     |              | M. Méziat                    |                    | |
| 1870                                     | 1880         | Jean Fleury Minjard          |                    | Notaire, propriétaire à Panissières                                                                         |
| 1880                                     |              | Jean-Marie Robert            | Républicain        | Négociant, maire de Salt-en-Donzy                                                                           |
|                                          |              |                              |                    | |
| 1907                                     | 1913         | Barthélemy Bonhomme          | Bloc des gauches   | Propriétaire, maire de Panissières                                                                          |
| 1913                                     | 1919         | Louis Benoît Dupré           |                    | Notaire à Feurs                                                                                             |
| 1919                                     | 1921 (décès) | Pierre Satin                 |                    | Industriel à Panissières, premier adjoint au maire de Feurs                                                 |
| 1921                                     | 1925         | Henry Goutte                 | Radical            | Maire de Panissières                                                                                        |
| 1925                                     | 1937         | Antoine Varillon             | Cartel des gauches | Industriel, adjoint au maire de Panissières, suppléant du juge de paix                                      |
| 1937                                     | 1937 (décès) | Francisque Gacon (1872-1937) | Union nationale    | Boulanger Maire de Saint-Barthélemy-Lestra                                                                  |
| janvier 1938                             | 1940         | Jean-François Champier       | PSF                | Maire d'Essertines-en-Donzy                                                                                 |
| 1940                                     |              |                              |                    | Les conseils d'arrondissement ont été suspendus par la loi du 12 octobre 1940 et n'ont jamais été réactivés |
| Les données manquantes sont à compléter. |              |                              |                    | |

### Conseillers généraux de 1833 à 2015
| Période | Période          | Identité                      | Étiquette              | Qualité                                                                                    |
| ------- | ---------------- | ----------------------------- | ---------------------- | ------------------------------------------------------------------------------------------ |
| 1833    | 1852             | Baron Jean Théodore Durosier  | Majorité ministérielle | Propriétaire du château de la Varenne Maire de Salt-en-Donzy Député (1834-1837, 1839-1848) |
| 1852    | 1880             | Lucien Bouchetal de La Roche  | Droite                 | Conseiller à la Cour Impériale de Lyon                                                     |
| 1880    | 1886             | Jean Antoine Froget           | Républicain            | Négociant à Panissières                                                                    |
| 1886    | 1890 (décès)     | Étienne Dussud                | Républicain            | Docteur en médecine, maire de Panissières                                                  |
| 1890    | 1902 (décès)     | Charles Dorian                | Républicain            | Ancien membre de la Mission Foureau-Lamy Député (1893-1902)                                |
| 1902    | 1903 (décès)     | Daniel Dorian                 | Républicain            | Maire de Feurs (1896-1903)                                                                 |
| 1903    | 1910             | Joannès Mollon                | PRRRS                  | Maire de Feurs (1904-1908)                                                                 |
| 1910    | 1934             | Antoine Drivet                | PRRRS                  | Sculpteur Maire de Feurs (1912-1940) Député (1910-1919) - Sénateur (1920-1940)             |
| 1934    | 1940             | Marius Farge (1881-1949)      | URD                    | Industriel Maire de Rozier-en-Donzy Nommé conseiller départemental en 1943                 |
|         |                  |                               |                        |                                                                                            |
| 1945    | 1949             | Louis Martin                  | Rad.                   | Suppléant du juge de paix à Feurs                                                          |
| 1949    | 1967             | Fleury Champier               | DVD                    | Gareur Maire d'Essertines-en-Donzy                                                         |
| 1967    | 1974 (décès)     | Félix Nigay (1901-1974)       | CNIP                   | Maire de Feurs (1944-1974)                                                                 |
| 1974    | 1979             | Maurice Desplaces (1926-2013) | DVD                    | Maire de Feurs (1974-1977)                                                                 |
| 1979    | 2003 (démission) | Jean-Claude Frécon            | PS                     | Directeur d'école Sénateur (2001-2016) Maire de Pouilly-lès-Feurs (1983-2006)              |
| 2003    | 2015             | Henri Nigay                   | UMP                    | Chef d'entreprise Conseiller municipal délégué de Feurs                                    |

### Conseillers départementaux à partir de 2015
| Période élective | Période élective | Mandat | Mandat   | Identité            | Nuance | Nuance | Qualité                                               |
| ---------------- | ---------------- | ------ | -------- | ------------------- | ------ | ------ | ----------------------------------------------------- |
| 2015             | 2021             | 2015   | 2021     | Marianne Darfeuille |        | DVD    | Secrétaire Première adjointe au maire de Feurs        |
| 2015             | 2021             | 2015   | 2021     | Pierre Véricel      |        | DVD    | Photographe Maire de Chazelles-sur-Lyon (depuis 2008) |
| 2021             | 2028             | 2021   | en cours | Marianne Darfeuille |        | DVD    | Secrétaire, 1ère adjointe au maire de Feurs           |
| 2021             | 2028             | 2021   | en cours | Pierre Vericel      |        | DVD    | Photographe,maire de Chazelles-sur-Lyon               |

### Résultats détaillés

#### Élections de mars 2015
À l'issue du 1er tour des élections départementales de 2015, trois binômes sont en ballottage : Marianne Darfeuille et Pierre Véricel (DVD, 41,1 %), Charles Perrot et Sophie Robert (FN, 31,34 %) et Mireille Jacquet Vernay et Pierre Simone (DVG, 27,56 %). Le taux de participation est de 50,75 % (13 861 votants sur 27 312 inscrits) contre 48,48 % au niveau départemental et 50,17 % au niveau national.
Au second tour, Marianne Darfeuille et Pierre Véricel (DVD) sont élus avec 45,45 % des suffrages exprimés et un taux de participation de 53,44 % (6 440 voix pour 14 597 votants et 27 315 inscrits).

#### Élections de juin 2021
Le premier tour des élections départementales de 2021 est marqué par un très faible taux de participation (33,26 % au niveau national). Dans le canton de Feurs, ce taux de participation est de 32,5 % (9 155 votants sur 28 171 inscrits) contre 30,05 % au niveau départemental. À l'issue de ce premier tour, deux binômes sont en ballottage : Marianne Darfeuille et Pierre Vericel (DVD, 58,36 %) et Pierre Bruneau et Jacqueline Lablanche (PS, 23,36 %).
Le second tour des élections est marqué une nouvelle fois par une abstention massive équivalente au premier tour. Les taux de participation sont de 34,36 % au niveau national, 31,31 % dans le département et 32,61 % dans le canton de Feurs. Marianne Darfeuille et Pierre Vericel (DVD) sont élus avec 72,85 % des suffrages exprimés (6 310 voix pour 9 189 votants et 28 181 inscrits),,.

## Composition

### Composition avant 2015
Avant le redécoupage cantonal de 2014, le canton de Feurs regroupait vingt-trois communes.
| Nom                     | Code Insee | Codepostal | Superficie (km2) | Population (dernière pop. légale) | Densité (hab./km2) |
| ----------------------- | ---------- | ---------- | ---------------- | --------------------------------- | ------------------ |
| Feurs (chef-lieu)       | 42094      | 42110      | 24,39            | 7 893 (2012)                      | 324                |
| Chambéon                | 42041      | 42110      | 16,85            | 504 (2012)                        | 30                 |
| Civens                  | 42065      | 42110      | 13,10            | 1 373 (2012)                      | 105                |
| Cleppé                  | 42066      | 42110      | 15,48            | 570 (2012)                        | 37                 |
| Cottance                | 42073      | 42360      | 13,55            | 672 (2012)                        | 50                 |
| Épercieux-Saint-Paul    | 42088      | 42110      | 7,92             | 676 (2012)                        | 85                 |
| Essertines-en-Donzy     | 42090      | 42360      | 6,97             | 494 (2012)                        | 71                 |
| Jas                     | 42113      | 42110      | 6,22             | 224 (2012)                        | 36                 |
| Marclopt                | 42135      | 42210      | 8,43             | 501 (2012)                        | 59                 |
| Mizérieux               | 42143      | 42110      | 7,01             | 413 (2012)                        | 59                 |
| Montchal                | 42148      | 42360      | 8,84             | 478 (2012)                        | 54                 |
| Nervieux                | 42155      | 42510      | 19,44            | 943 (2012)                        | 49                 |
| Panissières             | 42165      | 42360      | 26,71            | 2 958 (2012)                      | 111                |
| Poncins                 | 42174      | 42110      | 20,63            | 955 (2012)                        | 46                 |
| Pouilly-lès-Feurs       | 42175      | 42110      | 13,03            | 1 196 (2012)                      | 92                 |
| Rozier-en-Donzy         | 42193      | 42810      | 9,51             | 1 378 (2012)                      | 145                |
| Saint-Barthélemy-Lestra | 42202      | 42110      | 11,06            | 675 (2012)                        | 61                 |
| Saint-Cyr-les-Vignes    | 42214      | 42210      | 19,38            | 928 (2012)                        | 48                 |
| Saint-Laurent-la-Conche | 42251      | 42210      | 15,51            | 608 (2012)                        | 39                 |
| Saint-Martin-Lestra     | 42261      | 42110      | 16,33            | 915 (2012)                        | 56                 |
| Salt-en-Donzy           | 42296      | 42110      | 8,93             | 539 (2012)                        | 60                 |
| Salvizinet              | 42297      | 42110      | 10,84            | 585 (2012)                        | 54                 |
| Valeille                | 42319      | 42110      | 16,43            | 674 (2012)                        | 41                 |

### Composition depuis 2015
Le canton de Feurs comprend désormais trente-trois communes.
| Nom                           | Code Insee | Intercommunalité         | Superficie (km2) | Population (dernière pop. légale) | Densité (hab./km2) | Modifier                                    |
| ----------------------------- | ---------- | ------------------------ | ---------------- | --------------------------------- | ------------------ | ------------------------------------------- |
| Feurs (bureau centralisateur) | 42094      | CC de Forez-Est          | 24,39            | 8 370 (2022)                      | 343                | modifier les données · modifier les données |
| Chambéon                      | 42041      | CC de Forez-Est          | 16,85            | 653 (2022)                        | 39                 | modifier les données · modifier les données |
| Châtelus                      | 42055      | CC des Monts du Lyonnais | 2,53             | 135 (2022)                        | 53                 | modifier les données · modifier les données |
| Chazelles-sur-Lyon            | 42059      | CC de Forez-Est          | 20,91            | 5 507 (2022)                      | 263                | modifier les données · modifier les données |
| Chevrières                    | 42062      | CC des Monts du Lyonnais | 14,54            | 1 155 (2022)                      | 79                 | modifier les données · modifier les données |
| Civens                        | 42065      | CC de Forez-Est          | 13,10            | 1 450 (2022)                      | 111                | modifier les données · modifier les données |
| Cleppé                        | 42066      | CC de Forez-Est          | 15,48            | 555 (2022)                        | 36                 | modifier les données · modifier les données |
| Cottance                      | 42073      | CC de Forez-Est          | 13,55            | 753 (2022)                        | 56                 | modifier les données · modifier les données |
| Épercieux-Saint-Paul          | 42088      | CC de Forez-Est          | 7,92             | 745 (2022)                        | 94                 | modifier les données · modifier les données |
| Essertines-en-Donzy           | 42090      | CC de Forez-Est          | 6,97             | 479 (2022)                        | 69                 | modifier les données · modifier les données |
| La Gimond                     | 42100      | Saint-Étienne Métropole  | 3,37             | 278 (2022)                        | 82                 | modifier les données · modifier les données |
| Grammond                      | 42102      | CC des Monts du Lyonnais | 8,13             | 885 (2022)                        | 109                | modifier les données · modifier les données |
| Jas                           | 42113      | CC de Forez-Est          | 6,22             | 240 (2022)                        | 39                 | modifier les données · modifier les données |
| Marclopt                      | 42135      | CC de Forez-Est          | 8,43             | 550 (2022)                        | 65                 | modifier les données · modifier les données |
| Maringes                      | 42138      | CC des Monts du Lyonnais | 9,17             | 679 (2022)                        | 74                 | modifier les données · modifier les données |
| Mizérieux                     | 42143      | CC de Forez-Est          | 7,01             | 537 (2022)                        | 77                 | modifier les données · modifier les données |
| Montchal                      | 42148      | CC de Forez-Est          | 8,84             | 507 (2022)                        | 57                 | modifier les données · modifier les données |
| Nervieux                      | 42155      | CC de Forez-Est          | 19,44            | 1 036 (2022)                      | 53                 | modifier les données · modifier les données |
| Panissières                   | 42165      | CC de Forez-Est          | 26,71            | 2 882 (2022)                      | 108                | modifier les données · modifier les données |
| Poncins                       | 42174      | CC de Forez-Est          | 20,63            | 1 268 (2022)                      | 61                 | modifier les données · modifier les données |
| Pouilly-lès-Feurs             | 42175      | CC de Forez-Est          | 13,03            | 1 197 (2022)                      | 92                 | modifier les données · modifier les données |
| Rozier-en-Donzy               | 42193      | CC de Forez-Est          | 9,51             | 1 421 (2022)                      | 149                | modifier les données · modifier les données |
| Saint-Barthélemy-Lestra       | 42202      | CC de Forez-Est          | 11,06            | 675 (2022)                        | 61                 | modifier les données · modifier les données |
| Saint-Cyr-les-Vignes          | 42214      | CC de Forez-Est          | 19,38            | 1 077 (2022)                      | 56                 | modifier les données · modifier les données |
| Saint-Denis-sur-Coise         | 42216      | CC des Monts du Lyonnais | 10,79            | 684 (2022)                        | 63                 | modifier les données · modifier les données |
| Saint-Laurent-la-Conche       | 42251      | CC de Forez-Est          | 15,51            | 559 (2022)                        | 36                 | modifier les données · modifier les données |
| Saint-Martin-Lestra           | 42261      | CC de Forez-Est          | 16,33            | 926 (2022)                        | 57                 | modifier les données · modifier les données |
| Saint-Médard-en-Forez         | 42264      | CC de Forez-Est          | 10,39            | 945 (2022)                        | 91                 | modifier les données · modifier les données |
| Salt-en-Donzy                 | 42296      | CC de Forez-Est          | 8,93             | 545 (2022)                        | 61                 | modifier les données · modifier les données |
| Salvizinet                    | 42297      | CC de Forez-Est          | 10,84            | 625 (2022)                        | 58                 | modifier les données · modifier les données |
| Valeille                      | 42319      | CC de Forez-Est          | 16,43            | 680 (2022)                        | 41                 | modifier les données · modifier les données |
| Viricelles                    | 42335      | CC des Monts du Lyonnais | 2,00             | 448 (2022)                        | 224                | modifier les données · modifier les données |
| Virigneux                     | 42336      | CC des Monts du Lyonnais | 11,84            | 621 (2022)                        | 52                 | modifier les données · modifier les données |
| Canton de Feurs               | 4205       |                          | 410,23           | 39 067 (2022)                     | 95                 | modifier les données                        |

## Démographie

### Démographie avant 2015
| 1962   | 1968   | 1975   | 1982   | 1990   | 1999   | 2006   | 2011   | 2012   |
| ------ | ------ | ------ | ------ | ------ | ------ | ------ | ------ | ------ |
| 20 338 | 20 558 | 21 054 | 21 354 | 21 950 | 22 946 | 24 314 | 26 046 | 26 152 |

### Démographie depuis 2015
En 2022, le canton comptait 39 067 habitants, en évolution de +2,56 % par rapport à 2016 (Loire : +1,32 %, France hors Mayotte : +2,11 %).
| 2013   | 2018   | 2022   |
| ------ | ------ | ------ |
| 37 241 | 38 420 | 39 067 |